# Claude Barande
Pour les articles homonymes, voir Barande.
Claude Barande, né le 12 juin 1937 à Bordeaux et mort le 2 décembre 2006 à Bordeaux, est un homme politique français. Il est député de la Gironde membre du Parti socialiste de 1989 à 1993.

## Biographie
De mai 1974 à novembre 1978, il est gérant de l'imprimerie Blavia à Blaye et du journal hebdomadaire "L'Estuaire girondin".
Militant du Parti socialiste de la Gironde, il est secrétaire fédéral aux relations extérieures en 1979, et premier secrétaire d'avril 1986 à mars 1987.
Il entre au conseil municipal de Villenave d'Ornon en 1971 et en devient maire en 1977. Il est réélu en 1983 et 1989. 
Aux élections législatives de 1988, il est suppléant de Catherine Lalumière, réélue sur la 3e circonscription de la Gironde. Elle démissionne le 1er juin 1989 pour devenir secrétaire générale du Conseil de l'Europe, ce qui lui permet de devenir député jusqu'à la fin de la législature. Il est battu au deuxième tour des législatives de 1993.
Il est contraint de démissionner en 1994 de son mandat de maire, à la suite d'un scandale financier. Le socialiste Patrick Bouillot prend la suite comme maire, mais ne parvient pas à conserver la mairie aux élections municipales de 1995, qui passe à la droite.

## Détail des fonctions et des mandats
Mandat parlementaire
- 25 juin 1989 - 1er avril 1993 : Député de la 3e circonscription de la Gironde

Mandat départemental
- 1973 - 1989 : conseiller général de Gironde (canton de Villenave d'Ornon) ; démission en 1989, pour être député.

Mandat municipal
- 1971 - 1977 : conseiller municipal de Villenave d'Ornon (2 mandats)
- 1977 - 1994 : maire de Villenave d'Ornon (5 mandats)